# Lutte sans merci
Pour plus de détails, voir Fiche technique et Distribution.
Lutte sans merci (titre original : 13 West Street) est un film noir américain réalisé en 1962 par Philip Leacock

## Synopsis
Sortant tardivement et à pied d'une réunion de travail, l'ingénieur Walt Sherill vocifère contre le conducteur d'une automobile conduisant dangereusement. Le conducteur en question n'admettant pas de se faire apostropher revient en arrière, cinq jeunes descendent de la voiture et rouent de coups Walt Sherill, qui se retrouve à l'hôpital avec une jambe cassée. Il porte plainte auprès de l'inspecteur Koleski. L'enquête n'avance pas et Walt et Koleski, munis des rares éléments dont ils disposent, inspectent les lycées environnants. Ils ne trouvent rien mais l'un des agresseurs les remarque. Le groupe menace alors Tracey, la femme de Sherill. L'enquête avance très lentement mais quand on demande aux époux Sherill d'identifier des jeunes gens sur des photos, Tracey reconnait l'employé du droguiste. Walt cherche à le rencontrer, mais quand il parvient dans sa chambre, le jeune homme s'est pendu. Un détective privé a réussi à retrouver deux des membres du groupe, il les prend en filature, mais meurt dans un virage mal négocié, Walt et Koleski tentent de les rejoindre à leur tour, mais sont trop loin. Dans la voiture des jeunes, Chuck ordonne à ses complices de descendre et s'en va chez les Sherill, il menace Tracey et veut la violer, mais entendant les sirènes de police il rentre chez sa mère. Walt le rejoint le tabasse et va pour le noyer dans sa piscine, finalement il le remet vivant entre les mains de Koleski.

## Fiche technique
- Titre original : 13 West Street
- Titre français : Lutte sans merci
- Réalisateur : Philip Leacock
- Scénario : Bernard C. Schoenfeld et Robert Presnell Jr. d'après le roman The Tiger Among Us publié en 1957 par Leigh Brackett
- Music : George Duning
- Directeur de la photographie : Charles Lawton Jr
- Montage : Al Clark
- Création des décors : Walter Holscher
- Création des costumes : Israel Berne et Pat Page
- Maquillage : Ben Lane
- Producteurs : William Bloom et Alan Ladd
- Compagnie de production : Ladd Enterprises
- Compagnie de distribution : Columbia Pictures
- Pays d'origine :  États-Unis
- Langue : Anglais
- Son : Mono (RCA Sound Recording)
- Image : Noir et blanc
- Ratio écran : 1.85:1
- Format négatif : 35 mm
- Durée : 80 minutes
- Genre : Thriller
- Date de sortie :
  - États-Unis : 6 juin 1962
  - France : 11 mai 1962

## Distribution
- Alan Ladd (VF : Raymond Loyer) : Walt Sherill
- Rod Steiger : Sergent Koleski
- Michael Callan (VF : Roger Coggio) : Chuck Landry
- Dolores Dorn (VF : Martine Sarcey) : Tracey Sherill
- Kenneth MacKenna (VF : Gérard Férat) : Paul Logan
- Margaret Hayes : Mme. Landry
- Stanley Adams (VF : Jacques Dynam) : Finney, détective privé
- Chris Robinson (VF : Yves-Marie Maurin) : Everett
- Jeanne Cooper : Mme. Quinn
- Arnold Merritt : Bill
- Mark Slade (VF : Patrick Dewaere) : Tommy
- Henry Beckman (VF : Alain Nobis) : Joe Bradford
- Robert Cleaves (VF : Jacques Deschamps) : le docteur
- Tom Palmer (VF : Jean-François Laley) : M. Watkins
- Ralph Nilson (VF : René Bériard) : le collaborateur de l'équipe
- Pepe Hern (VF : Serge Lhorca) : Manuel, le mexicain chez Noddy's
- Bernie Hamilton (VF : Georges Aminel) : l'homme de couleur chez Noddy's
- Alexander Lockwood (VF : René Blancard) : M. Schaeffer
- Ted Knight (VF : Jean-François Laley) : Roy Baldwin, le frère de Tracey
- Tom London : un vieux prisonnier